# Бретвальда
Бретвальда — англосаксонский термин, применявшийся к некоторым королям, которым удалось распространить свою власть на другие королевства гептархии в период с V по IX век.
Термин, скорее всего, происходит от англосаксонского bretanwealda — «Повелитель Британии».

## Источник

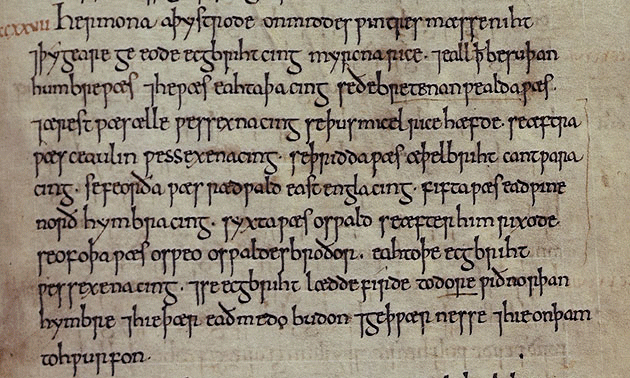
Запись за 827 год в манускрипте «С» «Англосаксонской хроники», содержащая список бретвальд.

Впервые это слово встречается в записи «Англосаксонской хроники» за 827 год по отношению к королю Уэссекса с 802 по 839 годы — Эгберту. Хроника называет этого короля бретвальдой после завоевания им Мерсии и объединения под своей рукой всех англосаксонских земель к югу от Хамбера. В этом же фрагменте приведен список из семи королей, носивших, по мнению хрониста, этот титул до Эгберта:
- Элла, король Суссекса (488—ок. 514)
- Кевлин, король Уэссекса (560—592) (ум. 593)
- Этельберт, король Кента (ок. 590—616)
- Редвальд, король Восточной Англии (ок. 600—617/624)
- Эдвин, король Нортумбрии (616—633)
- Освальд, король Нортумбрии (634—642)
- Освиу, король Нортумбрии (642—670)

До настоящего времени неизвестно применялся ли термин «бретвальда» самими указанными королями и их современниками, или был придуман составителем «Англосаксонской хроники» в конце IX века с целью исторического обоснования претензий королей Уэссекса на господство в Англии.
Единственным современным источником, который мог бы подтвердить или опровергнуть практическое применение титула, является «Церковная история народа англов» Беды.
Однако Беда писал на латыни и в его трудах по отношению к указанным монархам встречается термин imperium. Список правителей, к которым Беда применяет imperium, содержащийся в главе V Второй книги «Церковной истории», совпадает со списком бретвальд из хроники, за исключением, конечно, Эгберта, правившего много позднее смерти Беды. Но это не дает возможности однозначно утверждать об идентичности терминов, поскольку составители «Англосаксонской хроники» щедро пользовались работами Беды, и вполне могли позаимствовать и указанный список, для демонстрации более раннего применения титула «бретвальда».

## Значение термина
Некоторые историки рассматривали данный титул как некий политический институт, развившийся на основе традиционного права германцев. Однако применение термина лишь в одном документе и отсутствие его использования в нарративных источниках, привело к критике данной теории, делающей смелые выводы о природе и времени возникновения английских государственных учреждений, будучи неподтвержденной документально.
Существует также версия, что «бретвальда» — это попытка сохранения названия провинции «Британия», призванная подчеркнуть право англосаксонских королей на римское наследство.
В любом случае, само появление данного термина в хронике свидетельствует о возникшей необходимости разработки понятия англосаксонского политического единства. За эту версию говорит и момент создания источника — период правления короля Альфреда, объединившего значительную часть английских земель после датского вторжения, и нуждавшегося в историческом подтверждении своих прав.
Немаловажным фактом в понимании значения термина «бретвальда» является то, что как в списке бретвальд хроники, так и у Беды «Правителем Британии» не указан ни один из королей Мерсии. Хотя некоторые из них, например, Пенда или Оффа, вполне подпадают под формальные признаки бретвальды, как правители, объединившие под своей рукой большую часть Саутумбрии (термин, обозначающий земли южнее Хамбера). Объяснение этому умалчиванию достаточно простое — Беда, будучи большим патриотом своей «малой родины», писал с точки зрения Нортумбрии, а уэссекский хронист старался отразить интересы своих королей. Мерсия же была традиционным врагом обоих этих королевств. Этот пример показывает, что применение титула даже в одном источнике имело не универсальный, но, в значительной степени, политический контекст.
Таким образом, термин «бретвальда», скорее всего, является конструкцией автора первоначального текста хроники, демонстрирующей попытку интерпретации общей истории англосаксонских королевств на фоне их объединения в единое королевство Англия.